# 長野原草津口站

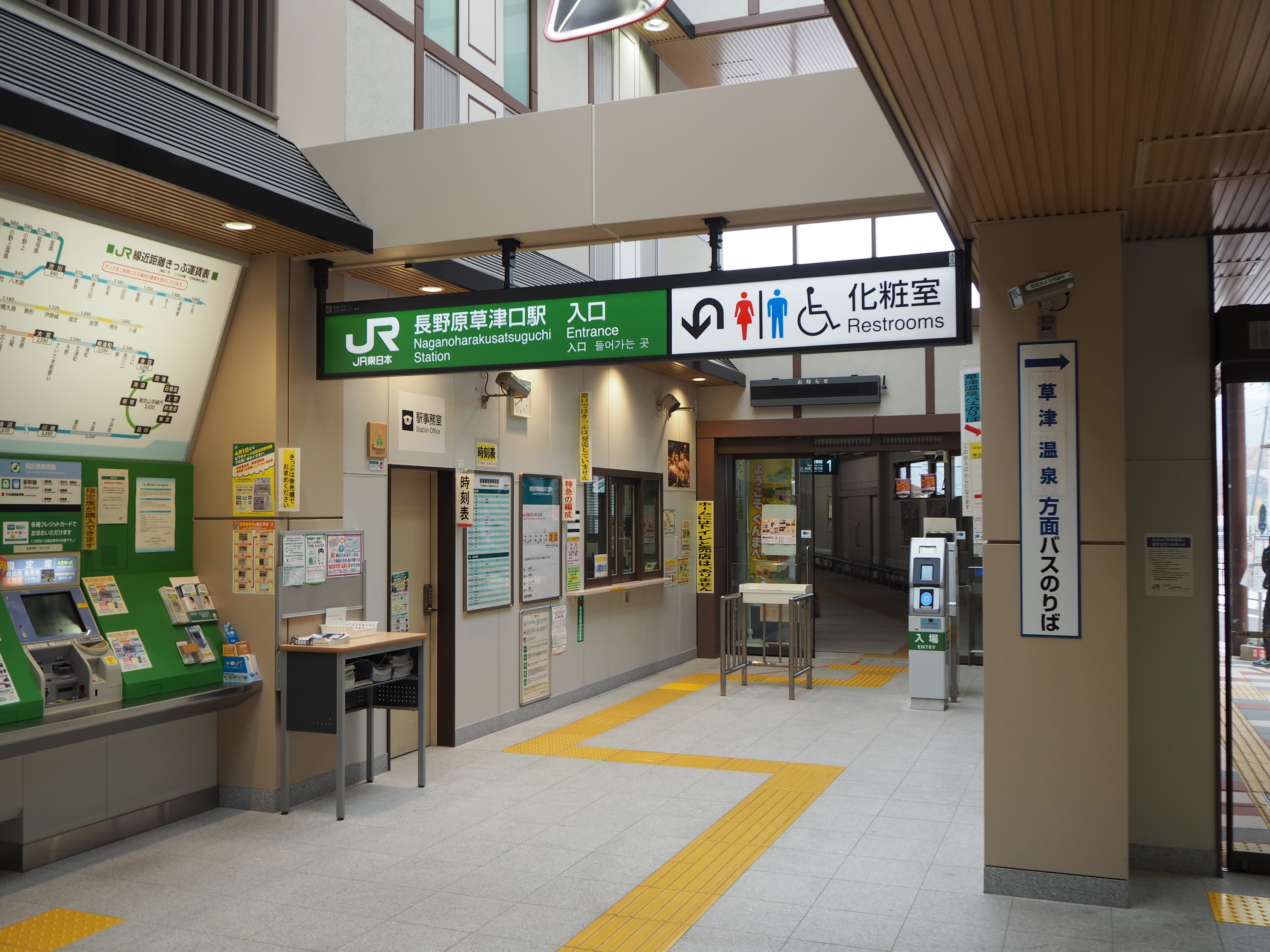
檢票口（2015年11月）

長野原草津口站（日语：／ Naganoharakusatsuguchi eki */?）是位於群馬縣吾妻郡長野原町大字長野原1276番地，東日本旅客鐵道（JR東日本）的吾妻線車站。

## 概要
此站為特急「草津」的到發站，以及為長野原町中心車站。此站最接近國際觀光景點草津溫泉。
鄰站川原湯溫泉站一方約1公里處由於需要建設八場水壩，因此平成26年（2014年）10月1日起，岩島站至此站之間的走線需要改變（舊線在吾妻川左岸行走，新線在右岸行走）。此站不是在被水淹沒區域，車站不須遷移；而由於水壩工程，站前一些設施（建築物）須遷移或拆毀，現時車站周邊建設了因被水淹沒區域而遷移的建築物和設施。
此站，由於建設八場水壩使進行了再次建設生活措施，其中在平成23年度（2011年度），群馬縣和JR東日本把長野原草津口站重建，把原本的車站大樓西邊建設新車站大樓。平成25年（2013年）7月27日，新車站大樓舉行落成典禮，8月1日起正式啟用。新大樓1樓是檢票口和月台。大樓鄰接巴士和的士站。月台與檢票口間沒有梯級，使提供一個無障礙環境。日後繼續站前廣場工程。在3年計劃中，總工程費為14至15億日圓。

## 歷史
- 昭和20年（1945年）1月2日：長野原線澀川至此站之間開通，此貨運車站啟用（日本鋼管群馬鐵山（日语：群馬鉄山）專用線此站至太子之間同時開通）。當時車站名稱為長野原站（日语：／）。
- 昭和21年（1946年）4月20日：開始旅客業務。由貨運車站變為一般車站。
- 昭和27年（1952年）10月1日：日本鋼管專用線由國鐵接管路線，此站至太子之間的貨物支線啟用。
- 昭和29年（1954年）6月21日：此站至太子之間開始旅客業務。
- 昭和42年（1967年）6月10日：澀川至此站之間電氣化。
- 昭和45年（1970年）11月1日：此站至太子之間暫停營業。
- 昭和46年（1971年）
  - 3月7日：此站至大前之間開通。同時路線名稱改為吾妻線。
  - 5月1日：暫停營業中的此站至太子之間區間正式廢止。
- 昭和62年（1987年）4月1日：伴隨國鐵分割民營化，車站由東日本旅客鐵道（JR東日本）營運[3]。

- 平成3年（1991年）12月1日：車站改名為長野原草津口站。
- 平成18年（2006年）3月5日：綠色窗口結業，同時設置「你好售票機Kaeru君（日语：もしもし券売機Kaeruくん）」[4]。
- 平成23年（2011年）6月25日：站內開始翻新工程，首階段把1號月台往連接大前一方的路軌撤走，月台和車站大樓之間的跨線橋廢止。車站業務遷移至1樓，檢票口設於地面上。隨後才繼續站前廣場工程。
- 平成24年（2012年）2月13日：「你好售票機Kaeru君」停止運作[5]。
- 平成25年（2013年）
  - 7月27日：舉行新車站大樓落成典禮[6]（7月9日落成）。
  - 8月1日：新車站大樓啟用。
- 平成26年（2014年）10月1日：此站編入至東京近郊區間，同時開始可以使用Suica等IC卡[7]。
- 平成27年（2015年）8月2日：站前廣場的西邊開設「長野原·草津·六合站」。餐廳和土產店開始營業[8][9]。

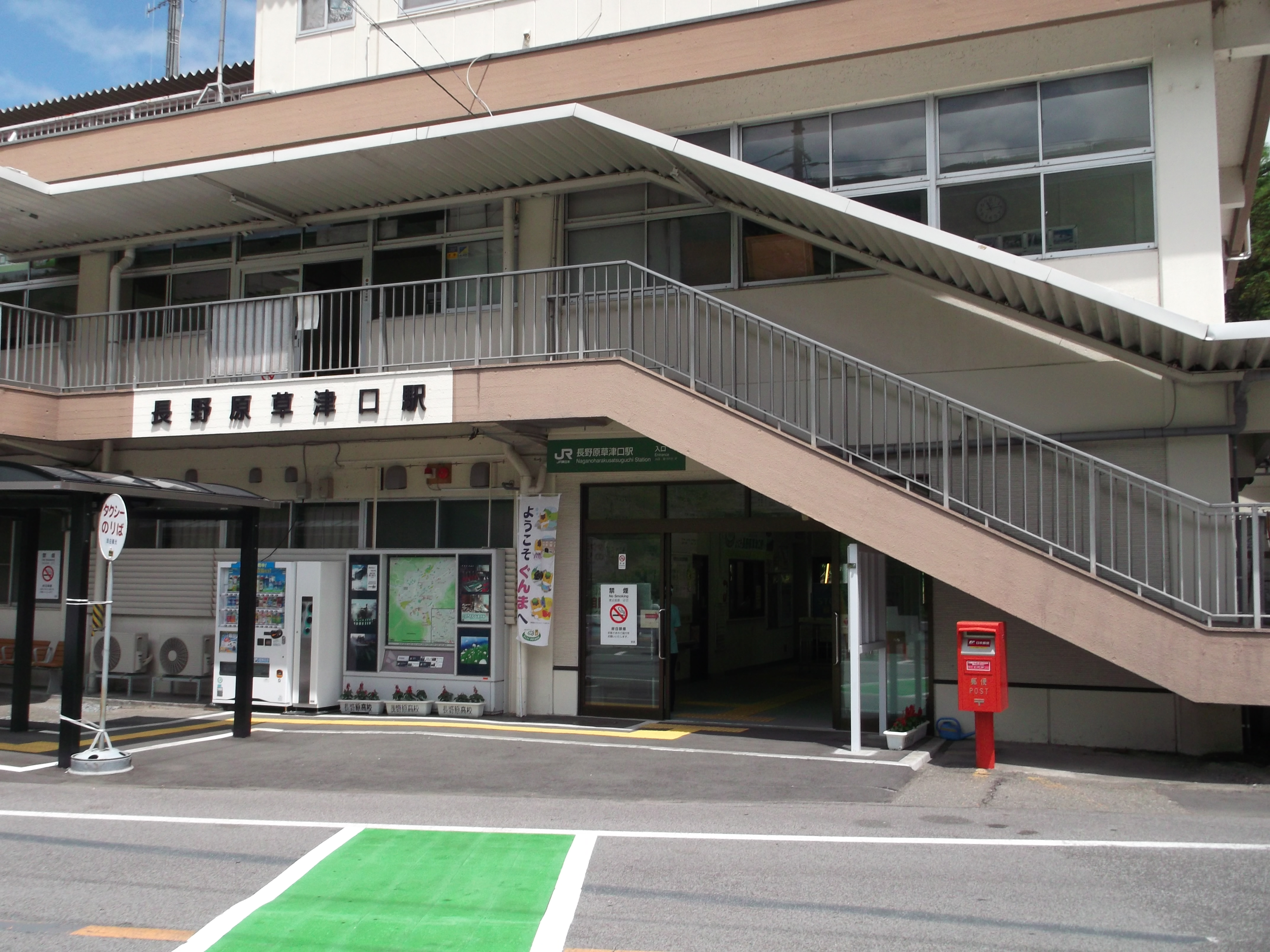
舊車站大樓（1樓：檢票口，2樓：候車室）（2012年8月）
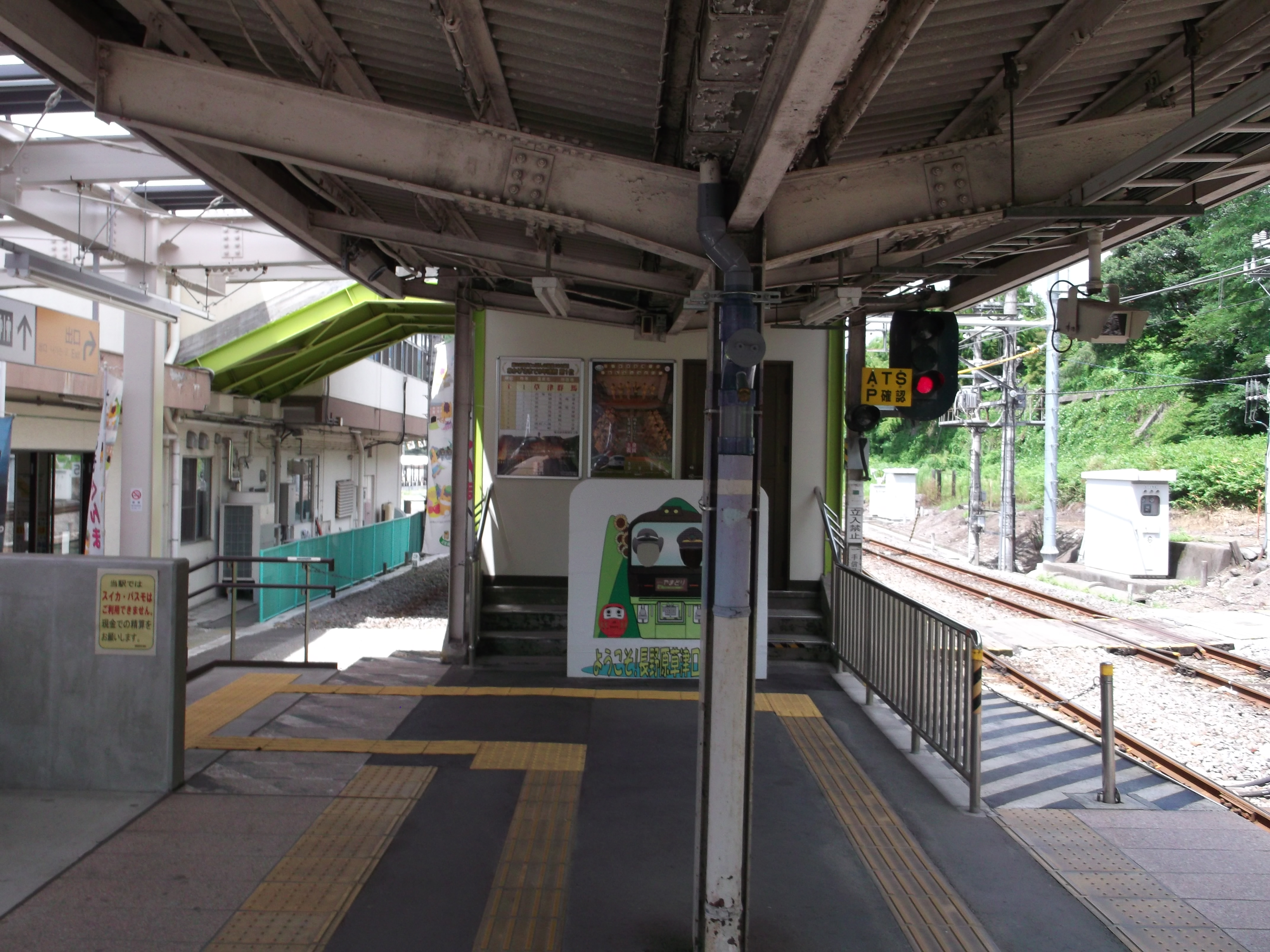
中間為已封閉的跨線橋入口，左邊設有前往車站大樓的通道（2012年8月）

## 車站構造
車站是雙綫雙程島式月台地面車站，有留置線，車站大樓三層高。平成23年（2011年）6月25日起，隨著新車站大樓開始建設，1號月台把往大前一方的路軌撒走，以便新設通道連接新車站大樓。車站大樓與月台之間的跨線橋已經撤走。舊車站大樓2樓的檢票口、自動售票機和商店均遷移至新車站大樓的地面部分，2樓的自動販賣機、候車室、投幣式儲物櫃和廁所仍然存在。的士公司的辦公室遷入車站大樓內，舊車站大樓在平成25年（2013年）拆卸。
此站是直營車站（設有站長），同時為管理車站，管理川原湯溫泉站至大前站之間各站。平成18年（2006年），綠色窗口結業，取而代之為設置「你好售票機Kaeru君」。平成24年（2012年）2月13日，你好售票機Kaeru君停止運作並撒走。現時設置了指定席售票機。

### 月台
| 月台 | 路線    | 上下行                | 方向                 | 備註       |
| ---- | ------- | --------------------- | -------------------- | ---------- |
| 1    | ■吾妻線 | 上行                  | 澀川、高崎、上野方向 | 從此站出發 |
| 2    | ■吾妻線 | 上行                  | 澀川、高崎、上野方向 |            |
| 下行 | ■吾妻線 | 萬座·鹿澤口、大前方向 |                      |            |

參考
- 特急「草津」基本上使用1號月台出發。前往萬座·鹿澤口站的臨時列車會在2號月台到發。
- 從此站前往高崎方向的列車，以及於此站折返的列車基本上使用1號月台出發。若特急「草津」已經佔用1號月台的話，列車便使用2號月台折返往高崎方向。
- 此站設有列車夜間停泊。

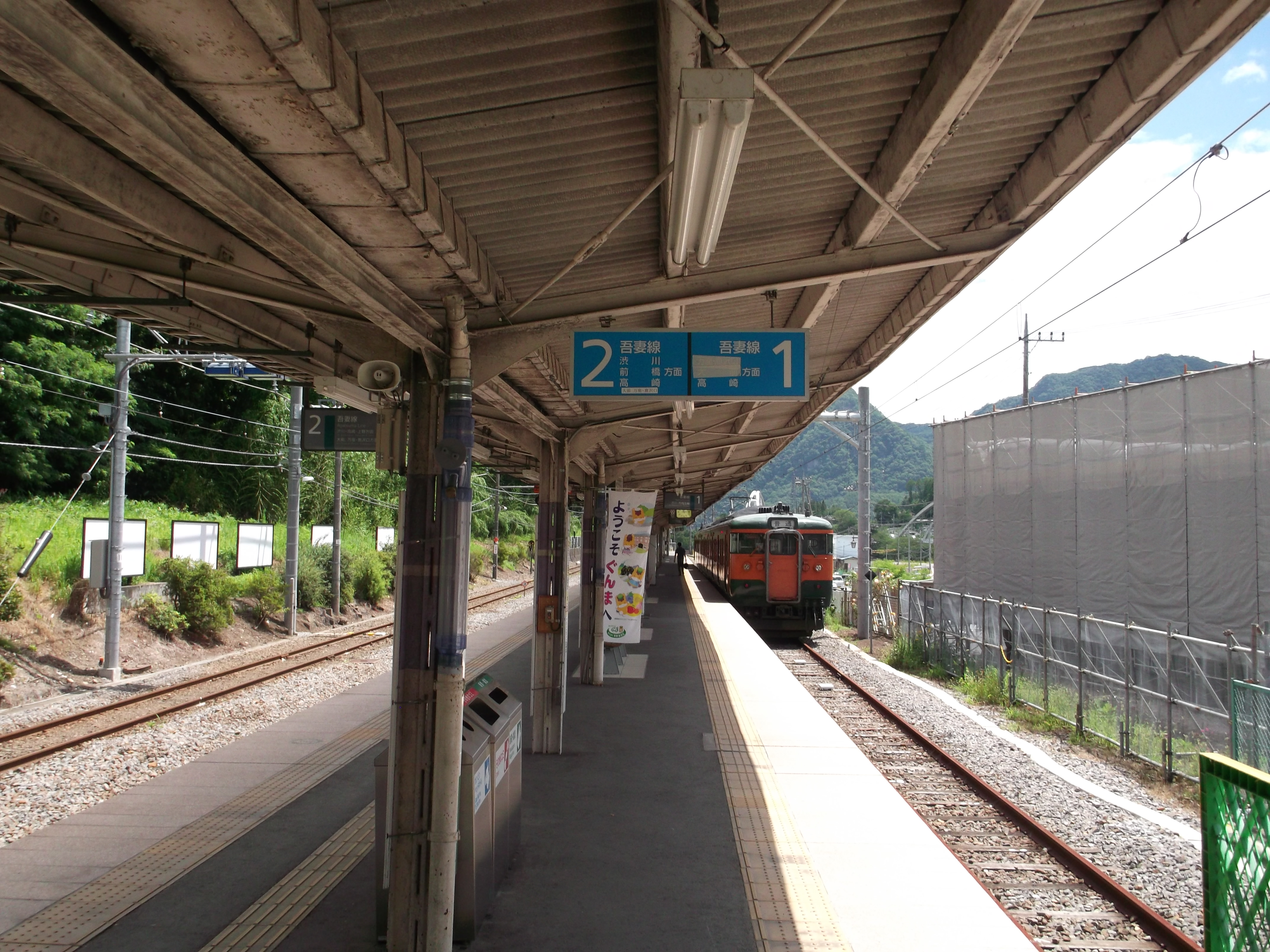
月台（2012年8月）
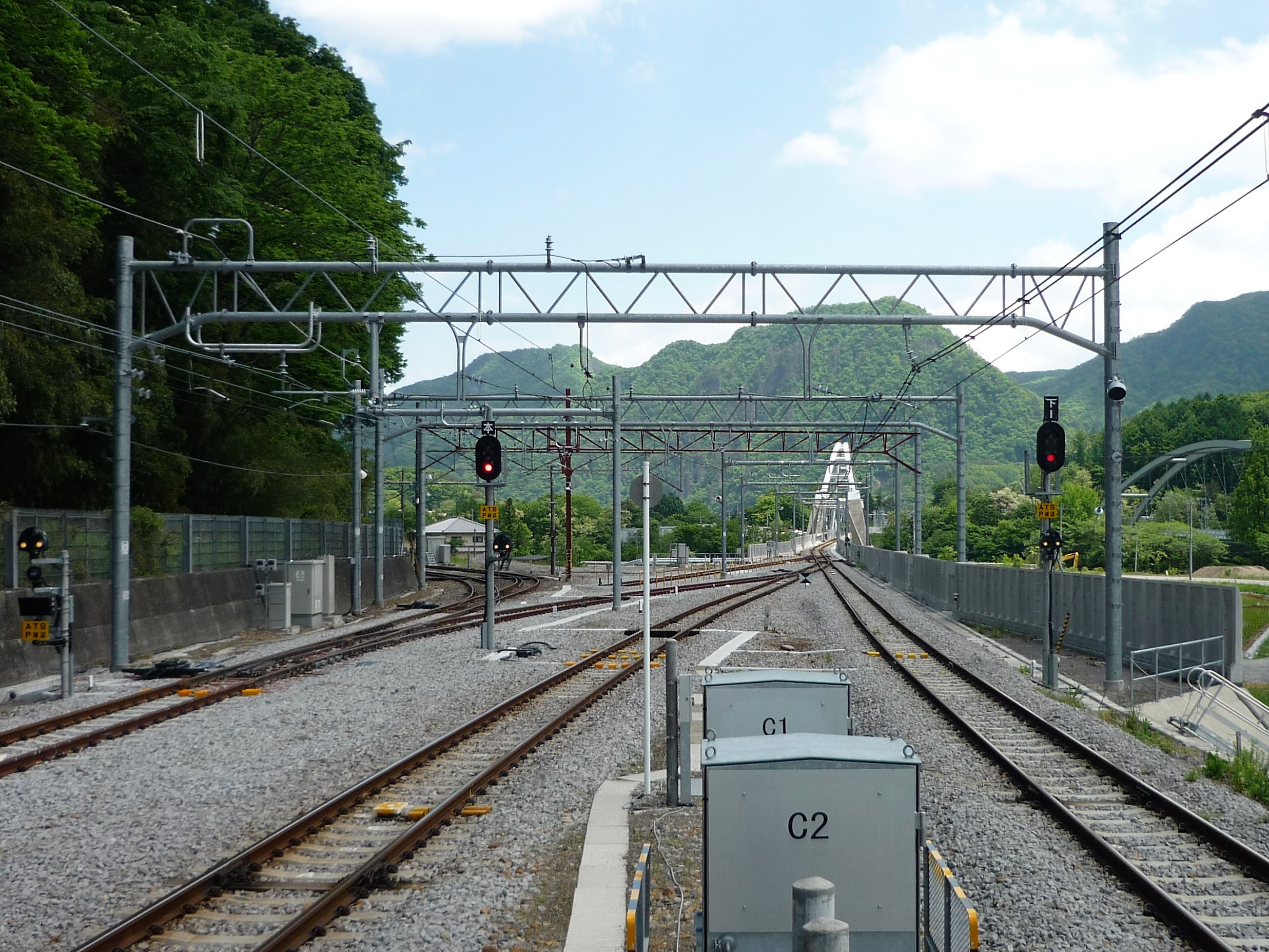
月台望向川原湯溫泉一方（2017年5月）。左方為舊線，右方為新線。
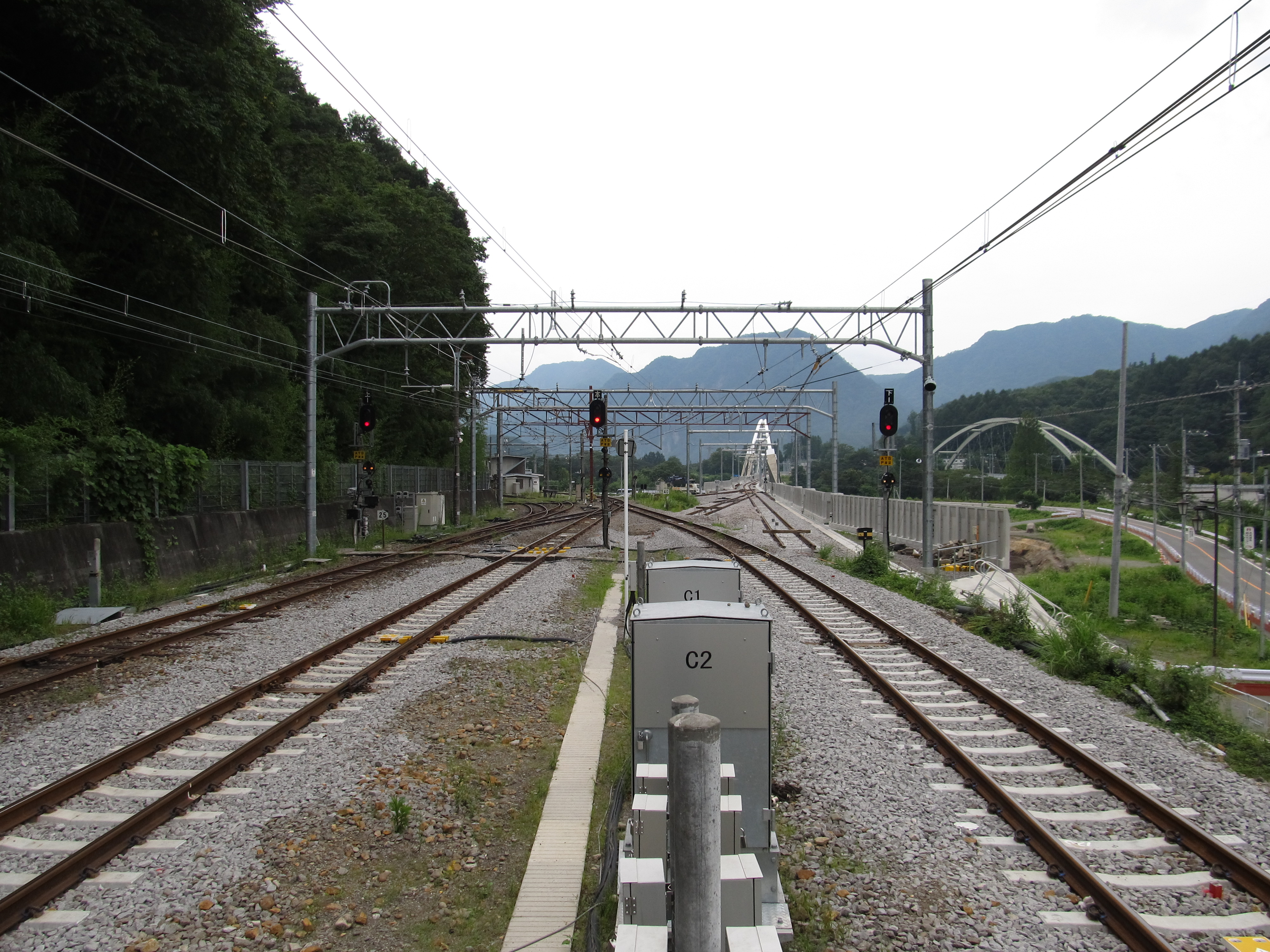
月台望向川原湯溫泉一方（2014年8月，當時還是使用舊線）。
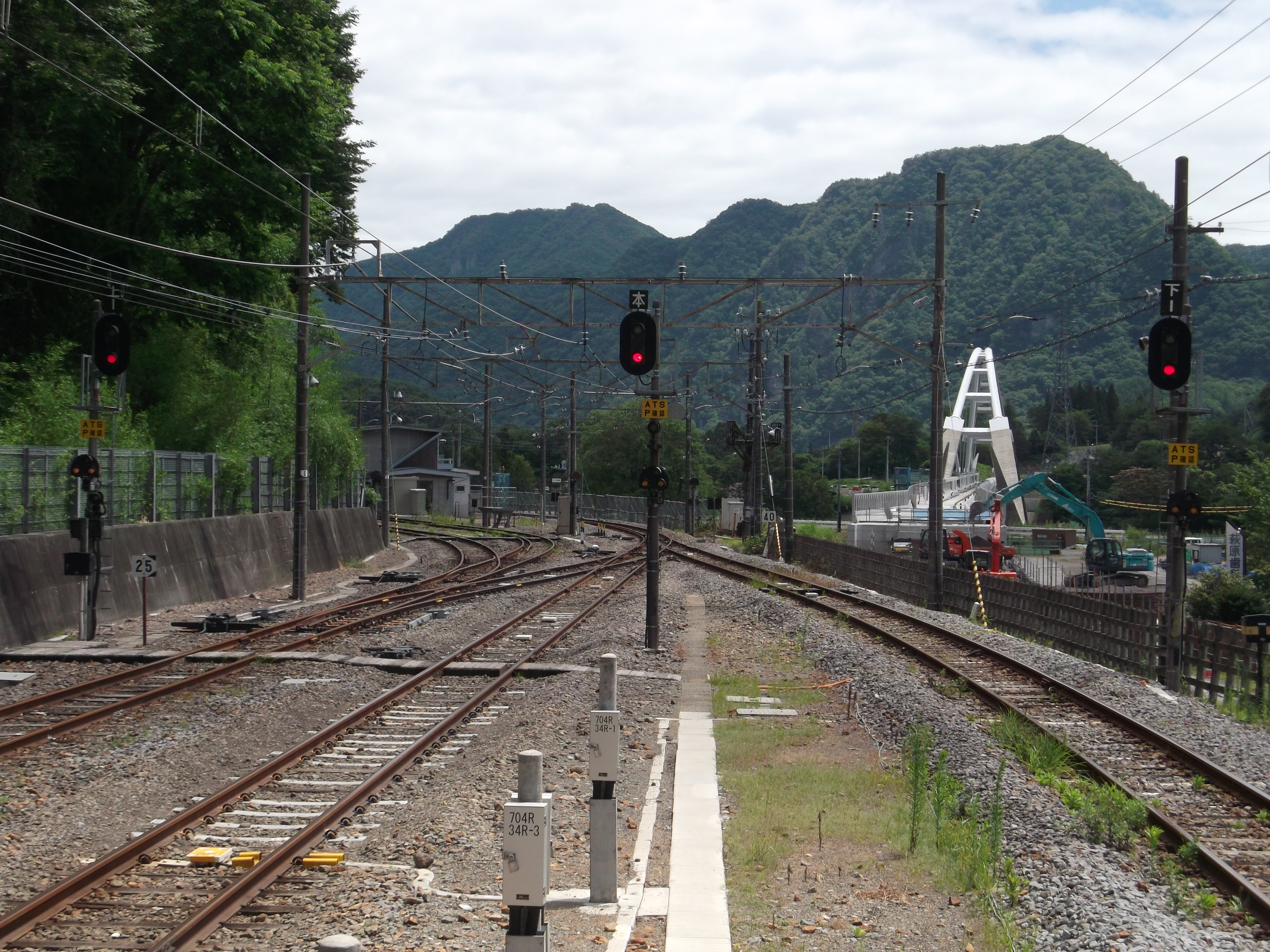
月台望向川原湯溫泉一方（2012年8月，當時正在建設新線）
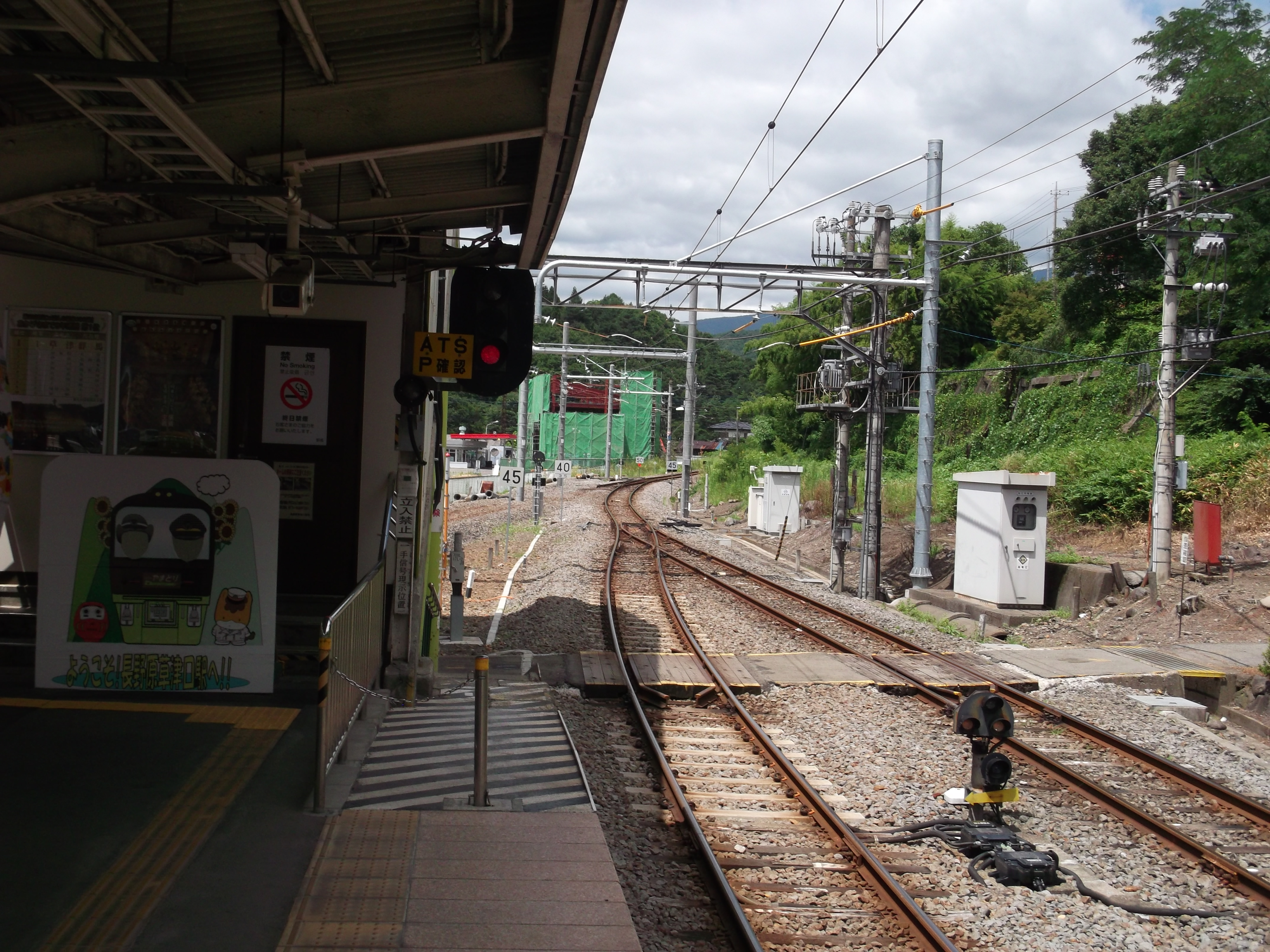
2號月台望向群馬大津一方（2012年8月）。
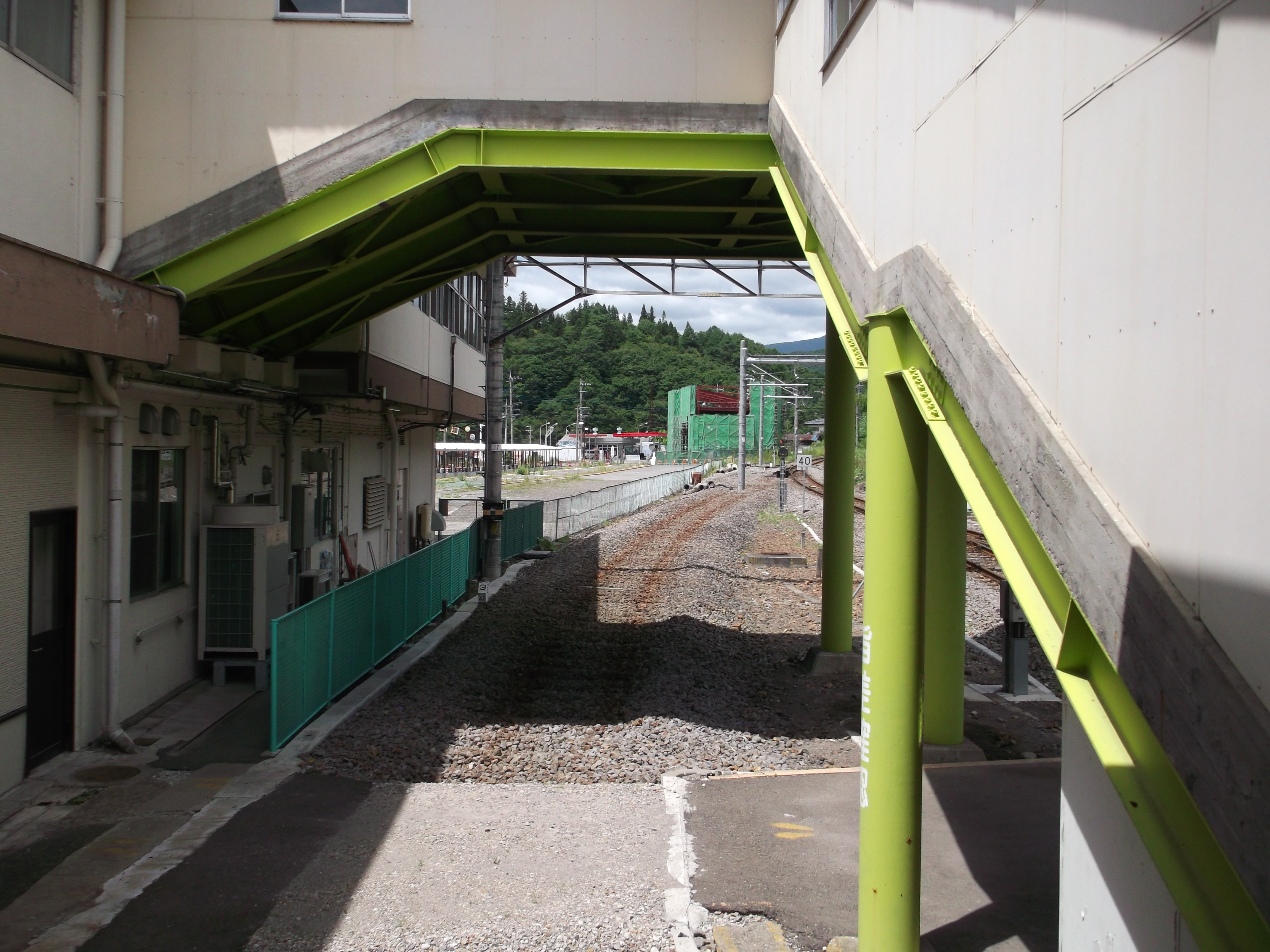
1號月台連接群馬大津一方的路軌已經撒走（於月台連接車站大樓的通道上拍攝）（2012年8月）。

## 使用狀況
根據「JR東日本」資料，令和元年度（2019年度）單日平均乘車人次為741人。在吾妻線有人車站中，僅次於澀川站、中之條站為第三多人使用的車站。
以下為近年乘車人次變化：
| 乘車人次變化       | 乘車人次變化     | 乘車人次變化    |
| 年度               | 1日平均 乘車人次 | 參考資料        |
| ------------------ | ---------------- | --------------- |
| 2000年（平成12年） | 921              | [ 利用客数 2 ]  |
| 2001年（平成13年） | 923              | [ 利用客数 3 ]  |
| 2002年（平成14年） | 917              | [ 利用客数 4 ]  |
| 2003年（平成15年） | 896              | [ 利用客数 5 ]  |
| 2004年（平成16年） | 869              | [ 利用客数 6 ]  |
| 2005年（平成17年） | 850              | [ 利用客数 7 ]  |
| 2006年（平成18年） | 832              | [ 利用客数 8 ]  |
| 2007年（平成19年） | 792              | [ 利用客数 9 ]  |
| 2008年（平成20年） | 794              | [ 利用客数 10 ] |
| 2009年（平成21年） | 743              | [ 利用客数 11 ] |
| 2010年（平成22年） | 691              | [ 利用客数 12 ] |
| 2011年（平成23年） | 645              | [ 利用客数 13 ] |
| 2012年（平成24年） | 682              | [ 利用客数 14 ] |
| 2013年（平成25年） | 684              | [ 利用客数 15 ] |
| 2014年（平成26年） | 714              | [ 利用客数 16 ] |
| 2015年（平成27年） | 740              | [ 利用客数 17 ] |
| 2016年（平成28年） | 760              | [ 利用客数 18 ] |
| 2017年（平成29年） | 755              | [ 利用客数 19 ] |
| 2018年（平成30年） | 762              | [ 利用客数 20 ] |
| 2019年（令和元年） | 741              | [ 利用客数 1 ]  |

## 車站周邊

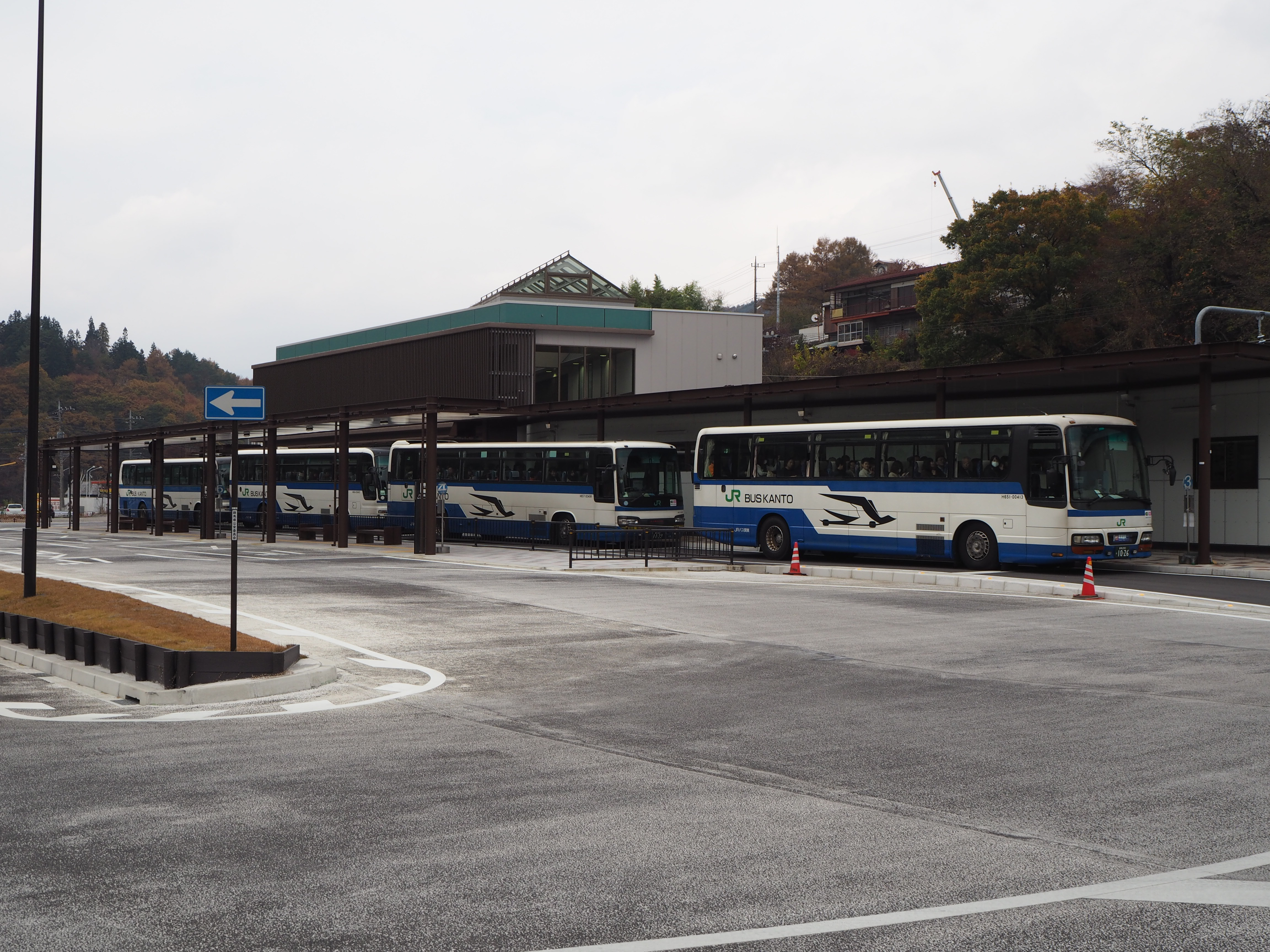
巴士總站（2015年11月）

- 長野原·草津·六合站
位於站前廣場西邊，平成27年（2015年）8月開業。1樓為餐廳和土產店，2樓為休憩處和多用途空間。營業時間10:00～16:00。
- 國道145號（日语：国道145号）
- 國道292號（日语：国道292号）
- 國道406號（日语：国道406号）
- 群馬縣道378號長野原草津口停車場線（日语：群馬県道378号長野原草津口停車場線）
- 長野原合同廳舍
- 長野原町立東中學
- 長野原郵局
- 長野原町公所
- 群馬縣立長野原高等學校
- JR巴士關東長野原分店（日语：ジェイアールバス関東長野原支店）
- 豐田租車長野原草津口站前店
在越過吾妻川的對面岸。平成20年（2008年）從萬座·鹿澤口站前店遷移至此處。

### 溫泉、觀光勝地
- 草津溫泉－轉乘JR巴士乘坐25分鐘（急行班次22分鐘）
- 花敷溫泉（日语：花敷温泉）－轉乘中之條町町營巴士乘坐30分鐘
- 尻燒溫泉（日语：尻焼温泉）－轉乘中之條町町營巴士乘坐30分鐘，於終點站花敷溫泉再步行10分鐘
- 野反湖（日语：野反ダム）－轉乘中之條町町營巴士乘坐65分鐘（只於5～10月運行）
- 北輕井澤（日语：北軽井沢）－轉乘草輕交通（日语：草軽交通）巴士乘坐30分鐘

## 巴士路線
- 高速巴士乘車處（靠近吾妻川一方）－東京、新宿方向
  - 「上州湯巡號（日语：上州ゆめぐり号）」經練馬站、中野坂上前往Busta新宿（新宿站南出口）（JR巴士關東）（上行（新宿方向）只可乘車，下行（草津方向）只可下車）
  - 「東京湯巡號（日语：上州ゆめぐり号）」前往東京站日本橋出口（日语：東京駅のバス乗り場）（JR巴士關東）（上行（東京方向）只可乘車，下行（草津方向）只可下車）
- 1號乘車處－急行、各站停車　前往草津溫泉巴士總站（日语：草津温泉駅）（JR巴士關東）
  - 急行班次中，此巴士站至草津溫泉巴士總站之間為不停站
  - 各站停車中，部分班次加經西吾妻福祉醫院
- 2號乘車處－急行、各站停車　前往草津溫泉巴士總站（JR巴士關東）
- 3號乘車處－急行　前往草津溫泉巴士總站、急行　前往白根火山（JR巴士關東）
  - 部分各站停車前往草津溫泉的班次可轉乘急行班次。
  - 前往白根火山的路線只於每年4月尾至11月頭服務
- 4號乘車處－各站停車　前往北輕井澤（日语：北軽井沢）（草輕交通（日语：草軽交通））
- 5號乘車處－各站停車　前往花敷溫泉（日语：花敷温泉）、各站停車　前往野反湖（日语：野反湖）（中之條町營巴士（日语：中之条町営バス），委托玫瑰女王交通運行）

的士站位於大前一方。
平成25年（2013年）8月1日起，隨著長野原草津口站新車站大樓啟用，巴士和的士站位置改變。

## 相鄰車站
東日本旅客鐵道（JR東日本）
■吾妻線
- 特急「草津」終點站（臨時列車會駛入萬座·鹿澤口站）

川原湯溫泉－長野原草津口－群馬大津

### 曾經存在的路線
此節內容以廢止當時為準。
日本國有鐵道
吾妻線
長野原－太子

## 注腳

### 使用狀況
1. 1 2  . 東日本旅客鐵道.   [2020-07-18]. （原始内容存档于2020-07-10） （日语）.
2. ↑  . 東日本旅客鐵道.   [2019-04-11]. （原始内容存档于2019-03-27） （日语）.
3. ↑  . 東日本旅客鐵道.   [2019-04-11]. （原始内容存档于2019-03-27） （日语）.
4. ↑  . 東日本旅客鐵道.   [2019-04-11]. （原始内容存档于2019-03-27） （日语）.
5. ↑  . 東日本旅客鐵道.   [2019-04-11]. （原始内容存档于2019-03-27） （日语）.
6. ↑  . 東日本旅客鐵道.   [2019-04-11]. （原始内容存档于2019-03-27） （日语）.
7. ↑  . 東日本旅客鐵道.   [2019-04-11]. （原始内容存档于2019-03-27） （日语）.
8. ↑  . 東日本旅客鐵道.   [2019-04-11]. （原始内容存档于2019-03-27） （日语）.
9. ↑  . 東日本旅客鐵道.   [2019-04-11]. （原始内容存档于2019-04-02） （日语）.
10. ↑  . 東日本旅客鐵道.   [2019-04-11]. （原始内容存档于2019-03-27） （日语）.
11. ↑  . 東日本旅客鐵道.   [2019-04-11]. （原始内容存档于2019-03-27） （日语）.
12. ↑  . 東日本旅客鐵道.   [2019-04-11]. （原始内容存档于2019-04-02） （日语）.
13. ↑  . 東日本旅客鐵道.   [2019-04-11]. （原始内容存档于2019-03-27） （日语）.
14. ↑  . 東日本旅客鐵道.   [2019-04-11]. （原始内容存档于2019-04-02） （日语）.
15. ↑  . 東日本旅客鐵道.   [2019-04-11]. （原始内容存档于2017-02-08） （日语）.
16. ↑  . 東日本旅客鐵道.   [2019-04-11]. （原始内容存档于2019-03-27） （日语）.
17. ↑  . 東日本旅客鐵道.   [2019-04-11]. （原始内容存档于2019-03-23） （日语）.
18. ↑  . 東日本旅客鐵道.   [2019-04-11]. （原始内容存档于2019-03-27） （日语）.
19. ↑  . 東日本旅客鐵道.   [2019-04-11]. （原始内容存档于2019-03-25） （日语）.
20. ↑  . 東日本旅客鐵道.   [2019-07-17]. （原始内容存档于2019-07-05） （日语）.

## 外部連結
- 車站資訊（長野原草津口）：東日本旅客鐵道（日語）